# Taisó-kor

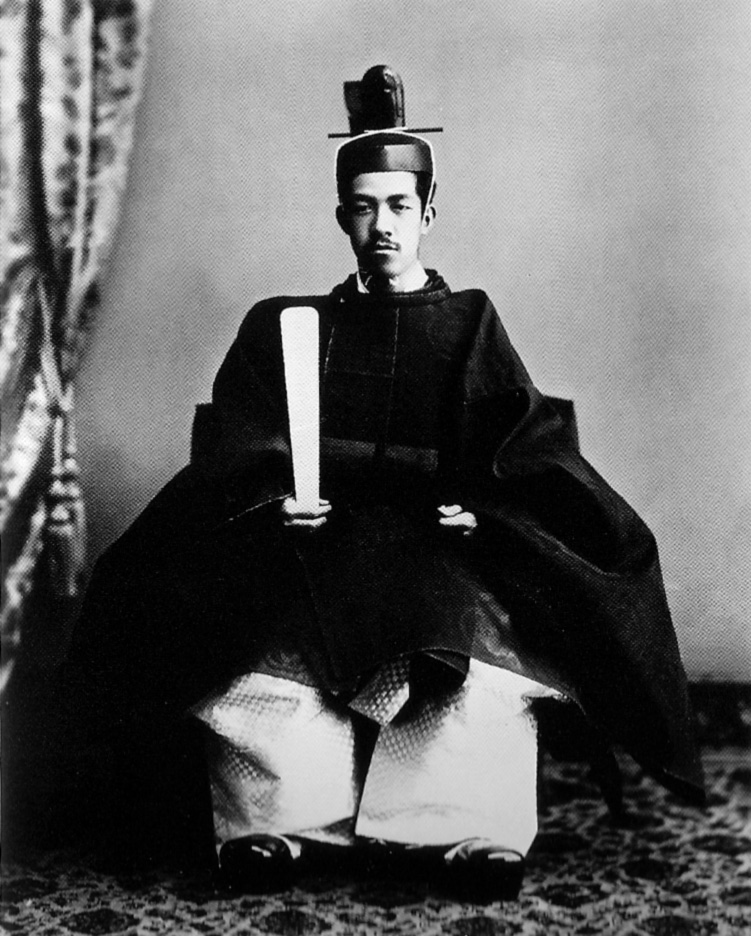
Taisó császár

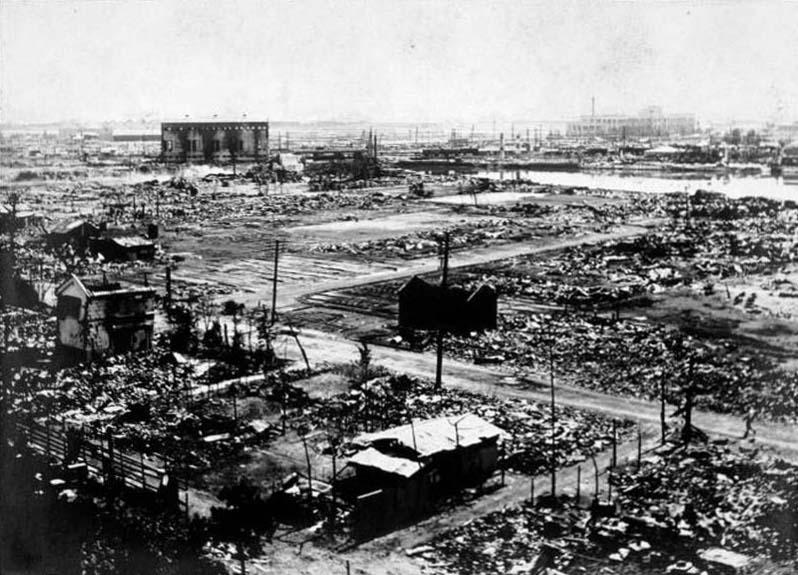
Az 1923-as földrengés pusztítása Jokohamában

A Taisó-kor (大正時代, Taisó dzsidai) a japán történelmi korszak (1912–1926), Taisó császár (személynevén Josihito), Meidzsi harmadik fia uralkodásának ideje (taisó: 'nagy igazságosság'), aki csecsemőkori agyhártyagyulladása következményeként 1919-től már alig tudta ellátni feladatait, s 1921-ben fiát, Hirohitót régenssé kellett kinevezni mellé.
Kiemelkedő események híján is vízválasztó korszak, ekkor kezdődött (1918) s nem sokkal utóbb (1932) függesztődött fel egészen a második világháború végéig a pártalapú képviseleti demokrácia és kormányzás, virágzott fel az első világháború hatására az ipar és a gazdaság, iktatták törvénybe (1925) az általános választójogot (25 éven felüli férfiak számára), jöttek létre az első szakszervezetek és baloldali pártok, nem kis részt a háborút követő recessziónak köszönhetően (az 1918-as „rizslázadás” kétmillió embert mozgatott meg). Mindezek okán a történészek egy része „Taisó-demokráciát” emleget, másrészt viszont ugyaninnen datálódik az 1930-as évek militarizmusát előlegező ellenhatás is, az ország kettészakadása burzsoá-entellektüel nagyvárosra és konzervatív vidékre, valamint jobboldali aktivista szervezetek létrejötte, a választójoggal egy esztendőben (a kommunisták és anarchisták ellen) megszavazott közrendháborítási törvény, a titkosrendőrség jogkörének kiszélesítése is.
Az 1923-as nagy tokiói (kantói) földrengés és a rá következő tűzvészek mintegy 150 000 ember életét követelték.
A kor kiemelkedő írója Akutagava Rjúnoszuke, de ekkor alkotott (még, illetve már) Nacume Szószeki, Tanizaki Dzsunicsiró, s ekkor hódított leginkább az énregény műfaja (Siga Naoja).